# 曹锋嗣
曹锋嗣，山东成山卫（今山东荣成）人，是一名清朝政治人物。
曹锋嗣曾于1705年接替汪文煜任崇明县知县一职，1709年由王廷灿接任。